# Pierre Pommier (homme politique)
Pour les articles homonymes, voir Pierre Pommier.
Pierre Pommier, né le 12 septembre 1922 à Saint-Paul-Trois-Châteaux (Drôme) et mort le 20 juin 2024 à Antibes (Alpes-Maritimes) est un homme politique français.

## Biographie
Issu d'une famille drômoise, Pierre Pommier n'est titulaire que d'un brevet élémentaire. A dix-huit ans, alors que la Seconde Guerre mondiale éclate, il entre en résistance. Après son mariage à Toulon, en 1952, il s'installe à Orange, pour y ouvrir une blanchisserie.
Décédé le 20 juin 2024, c'est l’ante-pénultième député de la Quatrième République à mourir, Roland Dumas le suivant le 3 juillet, ne laissant plus que Jean-Marie Le Pen en vie. Ce dernier siégeait d'ailleurs dans le même groupe parlementaire que Pierre Pommier au début de la législature, l'UFF.

## Mandats
Il démarre son engagement en devenant président de l'union des commerçants, au niveau local, puis départemental. C'est lors de l'élection législative de 1956 que Pierre Pommier se lance en politique. Sur les dix listes en présence dans le Vaucluse, aucune n'obtient la majorité. Il fait donc partie des quatre élus à la proportionnelle, avec Édouard Daladier, Charles Ruff dit Lussy, et Fernand Marin. Lors de son mandat, il devient membre de la « commission des pensions », et de celle des « affaires économiques », dont il est le secrétaire, et intègre le groupe parlementaire « Union et fraternité française ». Parmi son travail, il dépose deux propositions de loi et trois propositions de résolution, et prend la parole à sept reprises en séance.
Il se représente en 1958, mais n'est pas réélu. Il met alors fin à sa carrière politique.